# Tadoma
Il Tadoma è un metodo di comunicazione utilizzato dalle persone sordocieche. Consiste nel porre le dita sulle labbra, sulle guance e sulla gola di chi parla; per la posizione precisa delle dita esistono diverse varianti. A volte viene indicato come lettura tattile delle labbra, poiché la persona sordocieca sente il movimento delle labbra, così come le vibrazioni delle corde vocali, il gonfiore delle guance e l'aria calda prodotta dai suoni nasali come 'N' e 'M'.

## Utilizzo
In alcuni casi, soprattutto se l'oratore conosce la lingua dei segni, il sordocieco può usare il metodo Tadoma con una mano, per sentire il viso dell'oratore e con l'altra mano percepire i segni dell'oratore. In questo modo, i due metodi si rafforzano a vicenda, dando al sordocieco una migliore possibilità di comprensione.
Inoltre, il metodo Tadoma può fornire alla persona sordocieca una connessione più stretta con la parola di quella che avrebbe potuto avere altrimenti. Questo può, a sua volta, aiutarli a mantenere le capacità linguistiche che hanno sviluppato prima di diventare sordi e, in alcuni casi, a imparare a pronunciare parole per loro nuove.
È un metodo difficile da imparare e praticare, ed è usato raramente al giorno d'oggi. Comunque, un piccolo numero di persone sordocieche utilizza con successo il Tadoma nella comunicazione quotidiana.

## Storia
Il metodo Tadoma fu inventato dall'insegnante americana Sophie Alcorn e sviluppato presso la Scuola Perkins per Ciechi in Massachusetts tra il 1909 e il 1920. Prende il nome dai primi due bambini a cui è stato insegnato: Winthrop "Tad" Chapman e Oma Simpson. Si sperava che gli studenti imparassero a parlare cercando di riprodurre ciò che sentivano sul viso e sulla gola dell'oratore mentre toccavano il proprio viso.
Helen Keller usò una forma di Tadoma.